# 2 Hydrae
2 Hydrae, eller LM Hydrae, är en pulserande variabel stjärna av Delta Scuti-typ (DSCTC) i Vattenormens stjärnbild.
2 Hydrae har bolometrisk magnitud +5,8 och varierar med en amplitud av 0,006 magnituder utan någon fastställd periodicitet. Den befinner sig på ett avstånd av ungefär 165 ljusår.